# Manfredo Pallavicino

Stemma dei Pallavicino

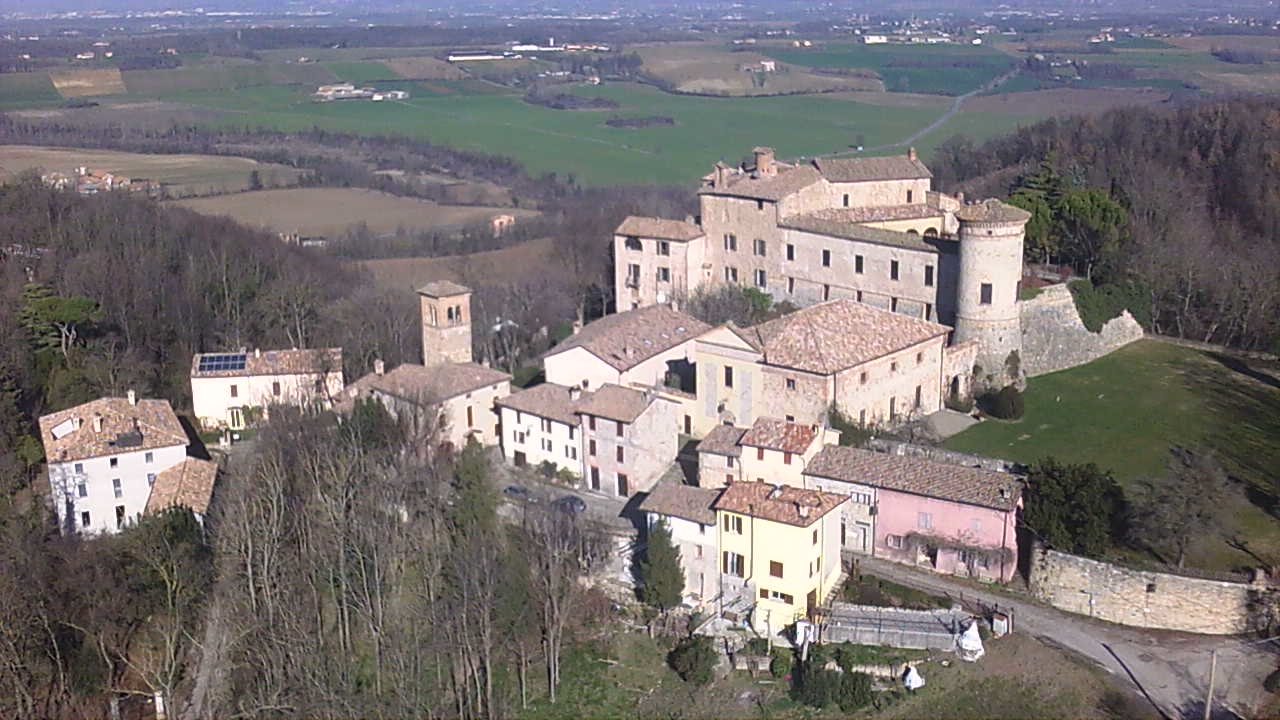
Scipione Castello

Manfredo Pallavicino (... – 1265 circa) è stato un politico italiano, capostipite della linea Pallavicino di Scipione.

## Biografia
Era figlio secondogenito di Guglielmo Pelavicino e di Solestella.
Possedeva numerose proprietà, tra queste Scipione, Noceto, Fontanellato e Medesano. Nel 1221 venne cacciato dai tumultuosi cittadini dalla città di Piacenza, ritirandosi a Parma. Fece testamento a favore dei numerosi figli in parti uguali ciascuno nel 1252.
Morì nel 1265 circa.

## Discendenza
Sposò Chiara dei conti di Lomello ed ebbero otto figli:
- Guglielmo (?-1284), primogenito; politico e uomo d'armi. Sposò Costanza, figlia di Azzo VIII d'Este
- Uberto (?-1318), politico
- Ermellina, sposò Bernardo Anguissola
- Guidotto, politico
- Enrico (?-1265), uomo d'armi
- Margherita
- Giovanna
- Bellavita